# Deventer
Deventer é uma cidade na região de Salland, na província holandesa de Overijssel. Está maioritariamente situada na margem oriental do rio Issel. Deventer recebeu a carta de cidade no ano de 956. A partir desta data foram construídas fortificações de defesa. Mais tarde a cidade tornou-se membro da Liga Hanseática.
Possui cerca de 100 000 habitantes.